# トミタ電機
トミタ電機株式会社（トミタでんき）は、鳥取県鳥取市に本社を置くフェライトコア、コイルなどを製造、販売するメーカーである。

## 沿革
- 1950年5月 - 創業。
- 1952年9月 - 有限会社富田電機製作所設立。
- 1960年2月 - 富田電機株式会社設立。
- 1971年3月 - 現社名に変更。
- 1987年 - トミトピーブランドでホームセンター事業に参入。[1]（1997年撤退[2]）
- 1995年12月 - 株式を店頭公開（現在のジャスダック）。
- 1996年8月 - 香港にTOMITA ELECTRONICS(ZHUHAI)LTD.(現TOMITA FERRITE LTD.)を現地個人と合弁で設立
- 1996年11月 - 中国広東省珠海市に珠海富田電子有限公司を当社の香港子会社であるTOMITA ELECTRONICS (ZHUHAI)LTD.が合弁で設立、2001年４月独資化。
- 2004年12月 - ジャスダック証券取引所に株式を上場。
- 2011年9月 - TOMITA FERRITE LTD.及びTOMITA ELECTRONICS(ZHUHAI)LTD.の株式を追加取得し、完全子会社化。
- 2011年12月 - TOMITA ELECTRONICS(ZHUHAI)LTD.はTOMITA FERRITE LTD.に事業移管し一切の事業活動を終了
- 2012年3月 - TOMITA FERRITE LTD.は珠海富田電子有限公司株式の追加取得手続を完了し、完全子会社化。